# Amorbia emigratella
Amorbia emigratella es una especie de polilla del género Amorbia, tribu Sparganothini, subfamilia Tortricinae.

## Distribución
Se distribuye por Oahu (Estados Unidos).

## Taxonomía
Fue descrita por Busck en 1909 y publicada en Proc. ent. Soc. Wash. 11: 201.